# Vulfetruda di Nivelles
Vulfetruda di Nivelles (talvolta chiamata anche Wulfetrude) (Landen, ... – Nivelles, 23 novembre 669) è stata una badessa franca.
Vulfetruda è stata la seconda badessa del monastero di Nivelles nel Brabante, che era stato fondato da santa Itta di Nivelles, sua nonna.
Vulfetruda era figlia di Grimoaldo I e nipote di Pipino di Landen, a sua volta figlio di Carlomanno, maggiordomo di palazzo in Neustria per il re Clotario II, e di sua moglie Itta.
Con la morte di Grimoaldo e del fratello Childeberto l'Adottato, i successivi maggiordomi di palazzo cercarono di costringerla a dimettersi.
Venerata come santa, è ricordata localmente il 23 novembre, ma non compare nel Martirologio Romano.